# جون شو (قسيس)
جون شو (بالإنجليزية: John Chew)‏ هو قسيس سنغافوري، ولد في 4 أكتوبر 1947 في سنغافورة.